# Lukas Gage
Pour les articles homonymes, voir Gage.
Lukas Gage, né le 28 mai 1995 à San Diego (Californie) est un acteur américain. Il est connu pour ses rôles dans les séries télévisées T@gged, Love, Victor et The White Lotus.

## Biographie
Lukas Gage est né à San Diego et a grandi à Encinitas. Enfant, il se rend chaque été en camp de cinéma et joue dans des pièces de théâtre et publicités. Il a fréquenté le lycée San Dieguito à Encinitas.

## Carrière
En 2021, il incarne Dillon, un employé d'hôtel dans la première saison de la série HBO The White Lotus.
Début 2022, il est annoncé comme rôle récurrent dans la quatrième saison de la série Netflix You. Il incarnera Adam, un expatrié américain, le plus jeune fils d'un riche magnat de la côte Est.

## Filmographie

### Cinéma
- 2015 : Manuel de survie à l'apocalypse zombie de Christopher Landon : Travis
- 2016 : Sickhouse de Hannah Macpherson : Lukas
- 2017 : Sleep No More de Phillip Guzman : Carter
- 2018 : Assassination Nation de Sam Levinson : Eric
- 2019 : Wyrm de Christopher Winterbauer : Dylan
- 2022 : Moonshot de Christopher Winterbauer : Dalton
- 2022 : Down Low de Rightor Doyle
- 2022 : Sabotage de Daniel Goldhaber
- 2023 : Parachute : Dalton
- 2023 : Low Profile (Vie secrète) de Rightor Doyle : Cameron
- 2024 : Road House de Doug Liman : Billy
- 2024 : Smile 2 de Parker Finn (en) : Lewis
- 2025 : Companion de Drew Hancock : Patrick

Prochainement
- À venir : Midas Man de Sara Sugarman : Tex Wellington
- À venir : Full Throttle Mindset de Patrick Brice : Blake Laubinger
- À venir : Rosebush Pruning
- À venir : People We Meet on Vacation
- À venir : Young Lust

### Télévision
- 2013 : Enlightened : Membre de la thérapie de groupe
- 2014 : C'est pas moi ! : Guy
- 2014 : Kingdom : Skinner
- 2016-2018 : T@gged : Brandon Darrow (31 épisodes)
- 2017 : Confess : Adam Taylor (2 épisodes)
- 2017 : Adam Ruins Everything : Cole Tyson
- 2017 : American Vandal : Brandon Galloway (5 épisodes)[5]
- 2018 : On My Block : Brad[6]
- 2018 : Class of Lies : Brad Tiger (5 épisodes)
- 2019 : Supergirl : Kevin Huggins
- 2019 : Veronica Mars : Cory[7]
- 2019 : Euphoria : Tyler (4 épisodes)
- 2019 : Into the Dark : Logan
- 2020-2021 : Love, Victor : Derek (6 épisodes)
- 2021 : The White Lotus : Dillon (saison 1, 5 épisodes)
- 2021 : Immoral Compass : Trey
- 2022 : Angelyne : Max Allen (4 épisodes)
- 2022 : Queer As Folk : Eric (épisode 7)
- 2023 : You : Adam (9 épisodes)
- 2024 : Fargo : Lars Olmstead (4 épisodes)
- 2024 : Dead Boy Detectives : Le Roi des Chats (4 épisodes)

### Podcasts
- 2022 : Bone, Marry, Bury : Trey

## Voix françaises
| - Romain Altché dans : - Euphoria (série télévisée) - The White Lotus (série télévisée) - You (série télévisée) - Fargo (série télévisée) - Dead Boy Detectives (série télévisée) - Smile 2 - Companion | Et aussi - Hugo Brunswick dans Love, Victor (série télévisée) - Maxym Anciaux (Belgique) dans Road House |